# Manatsu Akimoto
Manatsu Akimoto (Tóquio, 20 de agosto de 1993) é uma cantora, atriz e personalidade televisiva japonesa. Ela é membro do girl group japonês Nogizaka46 e também aparece em vários programas de variedades de televisão.

## Biografia
Akimoto nasceu em Tóquio em 20 de agosto de 1993. Sua família se mudou para a Prefeitura de Saitama, onde ela foi criada, quando tinha 7 meses de idade. Ela era vice-presidente do conselho estudantil no ensino secundário e atuava nos clubes de economia doméstica e culinária. Ademais, foi presidente do conselho estudantil. No terceiro ano foi informada sobre as audições e o recrutamento de membros da primeira geração do Nogizaka46. No entanto, as metas de carreira de Akimoto na época eram mais próximas de ser apresentadora ou atriz de televisão e ela não estava ativamente interessada em se tornar um ídolo. Ela acabou se inscrevendo para as audições no prazo final, quando se deparou com as notícias em seu telefone.[carece de fontes?]
Akimoto passou nas audições em 21 de agosto de 2011, tornando-se um dos membros da primeira geração e um membro temporário da seleção principal. No entanto, devido a seus estudos e obrigações, ela não era ativa com o resto dos membros até se formar no ensino secundário em abril de 2012. Akimoto se matriculou na universidade, mas contra a vontade de seus pais, ela retornou a Nogizaka46, treinando para se preparar para sua estréia. Ela estava presente em quase todas as gravações em estúdio do Nogizakatte, Doko? e nos shows ao vivo de Nogizaka46, como trainee.
Em outubro de 2012, Akimoto foi selecionada como membro principal da seleção do quarto single do Nogizaka46, Seifuku no Mannequin, durante a gravação de um episódio do Nogizakatte, Doko?, marcando sua estréia inesperada como membro oficial de Nogizaka46. Ela estreou como atriz no drama de televisão Bad Boys J em abril de 2013. [13] A partir de 2019, Akimoto está ativa como membro regular da seleção principal de Nogizaka46. Ela também é ativa como uma personalidade televisiva, com inúmeras participações em programas de variedades como palestrante, convidada e assistente de MC.
Em 14 de agosto de 2019, Akimoto foi nomeada a próxima líder do Nogizaka46, substituindo Reika Sakurai.